# Muralles de Kaesong
La ciutat emmurallada de Kaesong envolten el castell reial, Manwoldae. Les parets tenen una longitud total de 23 km i estan parcialment conservades.Estan inscrites a la llista del Patrimoni de la Humanitat de la UNESCO des del 2013.